# Вороница
Воро́ница — река в Смоленской и Брянской областях России. Левый приток Ипути. Длина реки — 74 км. Площадь водосборного бассейна — 859 км². Высота устья — 162,1 м над уровнем моря.
Исток Вороницы находится юго-западнее Рославльской гряды. Составляет часть естественной границы Смоленской и Брянской областей. Протекает по территории Рославльского и Ершичского районов Смоленской области. Устье напротив деревни Крестовая Ершичского района. Русло крайне извилистое. Основные притоки в Смоленской области: Прожода, Чёрный Пет, Тростянка, Уса.
Упоминается в «Повести временных лет».
Близ деревни Раковка Рославльского района на правом берегу реки находится древний курган. Недалеко от устья, возле деревни Глухари находится археологический памятник «Сорок три кургана».